# Římskokatolická farnost Žitenice
Římskokatolická farnost Žitenice (lat. Schüttenicium) je církevní správní jednotka sdružující římské katolíky na území obce Žitenice a v jejím okolí. Organizačně spadá do litoměřického vikariátu, který je jedním z 10 vikariátů litoměřické diecéze. Centrem farnosti je kostel svatého Petra a Pavla v Žitenicích.

## Historie farnosti
První zmínka farní lokalitě o Žitenice se nachází již v tzv. zakládací listině litoměřické kapituly z roku 1057, kdy byla obec pod duchovní správou litoměřické kapituly. Již kolem roku 1200 zde byla plebánie. Matriky jsou vedeny od roku 1708.

### Duchovní správcové vedoucí farnost
Začátek působnosti jmenovaného v duchovní správě farnosti od roku:
- 17. 5. 1746 Joannes Bernardus Feldmann, n. 1700, † 4. 4. 1761
- 1761 par. vacat, admin. Ignat. Anton. Mannich
- 14. 8. 1761 Anton. Georg. Runa, † 23. 6. 1785
- 1785 Franc. Caroli
- 1795 František Jakub Jindřich Kreibich, n. 25. 7. 1759 Kamenický Šenov, o. 29. 7. 1786, † 17. 12. 1833
- 1829 par. vacat, cap. Anton. Glaser
- 1830 Anton. Raute, n. 18. 6. 1790 Pavlovice, o. 29. 8. 1812, † 14. 10. 1859
- 1860 par. vacat, admin. int. Guil Müldner
- 1861 Guilielm. Müldner, n. 24. 2. 1825 Huntířov, o. 25. 7. 1850, † 18. 3. 1901
- 1895 par. vacat, admin. int. Josef Bucek
- 1896 Josef Bucek, n. 5. 7. 1863 Ml. Boleslav, o. 16. 5. 1886, † 4. 3. 1905
- 1905 Henr. Marschner, n. 25. 7. 1874 Georgswalde, o. 9. 7. 1899, † 3. 2. 1958
- 1. 10. 1921 Franc. Kumpf, n. 4. 5. 1888 Kaiserwalde, o. 14. 7. 1912
- 31. 8. 1946 Alois Frajt
- 1. 10. 1948 Viktor Drapela
- 1. 5. 1953 Jaroslav Michal
- 1. 10. 1953 Karel Sahan, CSsR, kaplan
- 1. 10. 1953 Vincenc Straňák, OP, admin. exc. z Litoměřic
- 29. 2. 1956 František Krátký
- 21. 11. 1963 Josef Uher
- 1. 10. 1972 Václav Červinka
- 1. 9. 1974 Josef Helikar
- 1. 8. 1982 Václav Vlasák
- 1. 9. 1983 Karel Havelka, admin. exc. z Litoměřic, od r. 2010 byl ustanoven žitenickým farářem[3]

Kromě kněží stojících v čele farnosti, působili ve farnosti v průběhu její historie i jiní kněží. Většinou pracovali jako farní vikáři, kaplani, katecheté, výpomocní duchovní aj.

## Území farnosti
Do farnosti náleží území těchto obcí:
- Žitenice (Schüttenitz[p 2])
- Lbín (Welbine[p 2])
- Podviní (Podiwin[p 2])
- Pohořany (Pohoran[p 2])
- Skalice (Skalitz[p 2])
- Trnovany (Trnowan[p 2])

## Římskokatolické sakrální stavby na území farnosti
| | Fotografie | Stavba                    | Místo    | Bohoslužby                      | Zeměpisné souřadnice             | Status       | Číslo kulturní památky           |
| Kostel | Kostel     | Kostel                    | Kostel   | Kostel                          | Kostel                           | Kostel       | Kostel                           |
| --- | ---------- | ------------------------- | -------- | ------------------------------- | -------------------------------- | ------------ | -------------------------------- |
| 1. |            | Kostel sv. Petra a Pavla  | Žitenice | bližší informace o bohoslužbách | 50°33′18″ s. š., 14°9′23″ v. d.  | farní kostel | 43665/5-2473 (Pk•MIS•Sez•Obr•WD) |
| Kaple |            |                           |          |                                 |                                  |              |                                  |
| 2. |            | Loreta                    | Žitenice | bohoslužby příležitostně        | 50°33′30″ s. š., 14°8′54″ v. d.  | obecní kaple | 43600/5-2478 (Pk•MIS•Sez•Obr•WD) |
| 3. |            | Kaple Nejsvětější Trojice | Skalice  | bohoslužby příležitostně        | 50°34′8″ s. š., 14°8′13″ v. d.   | obecní kaple | 43646/5-2481 (Pk•MIS•Sez•Obr•WD) |
| 4. |            | Kaple sv. Floriána        | Pohořany | bližší informace o bohoslužbách | 50°33′41″ s. š., 14°10′11″ v. d. | obecní kaple | —                                |
| 5. |            | Kaple                     | Podviní  | bohoslužby příležitostně        | 50°32′54″ s. š., 14°10′34″ v. d. | obecní kaple | —                                |
| Některé drobné sakrální stavby a pamětihodnosti lze dohledat zde v databázi Drobné sakrální památky Zaniklé sakrální stavby lze dohledat zde v databázi Poškozené a zničené kostely, kaple a synagogy v České republice |            |                           |          |                                 |                                  |              |                                  |

Ve farnosti se mohou nacházet i další drobné sakrální stavby, místa římskokatolického kultu a pamětihodnosti, které neobsahuje tato tabulka.

## Farní obvod
Z důvodu efektivity duchovní správy byl vytvořen farní obvod (kolatura) sestávající z přidružených farností spravovaných excurrendo z Žitenic. Jsou jimi farnosti:
1. Římskokatolická farnost Homole u Panny
2. Římskokatolická farnost Proboštov
3. Římskokatolická farnost Touchořiny
4. Římskokatolická farnost Třebušín

## Galerie

### První svaté přijímání

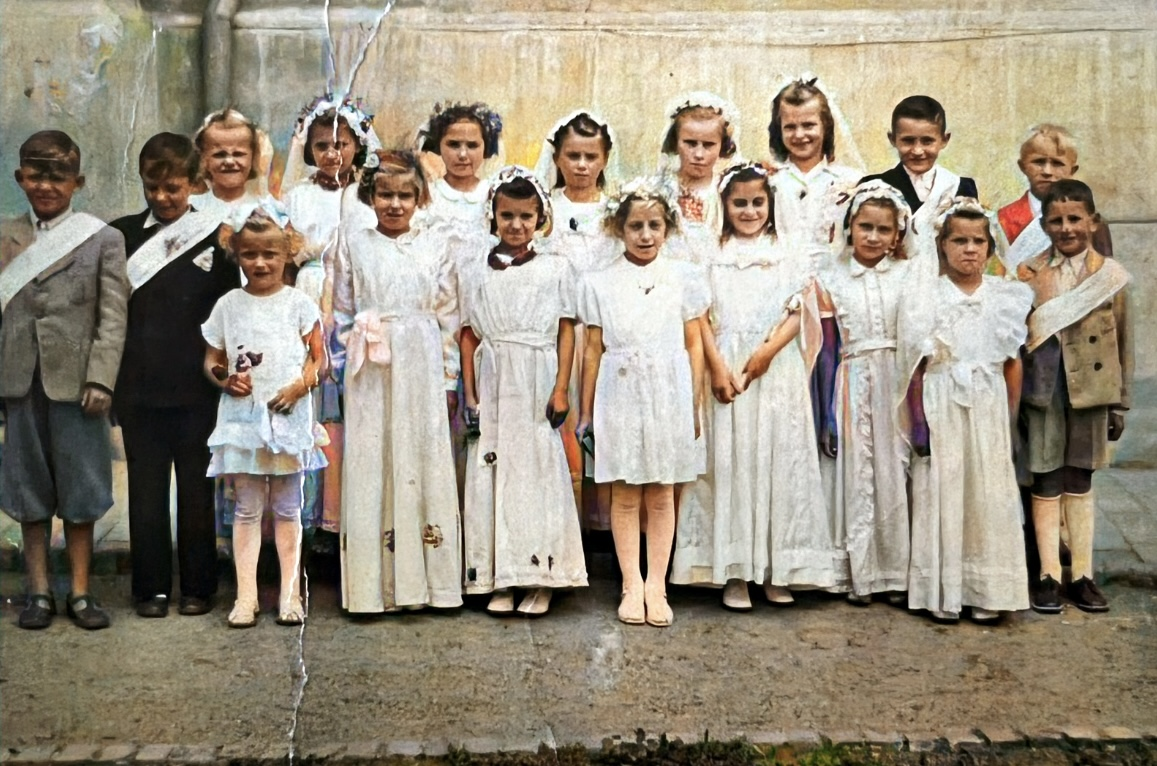
1. sv. přijímání (asi 1946)
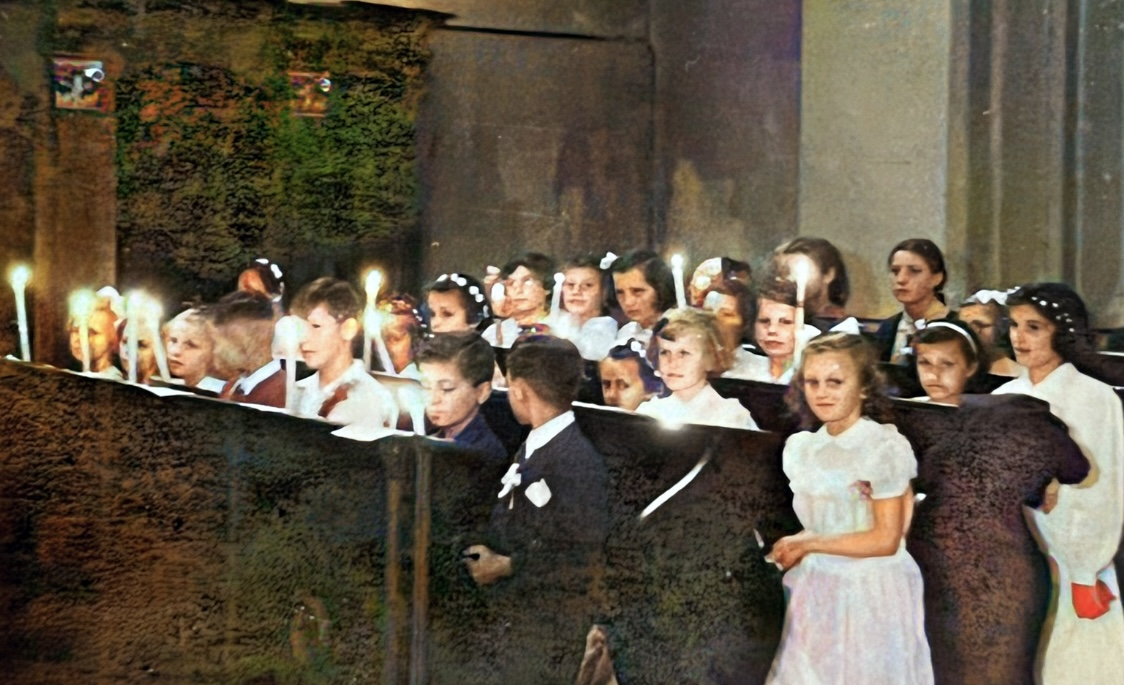
1. sv. přijímání (asi 1947)
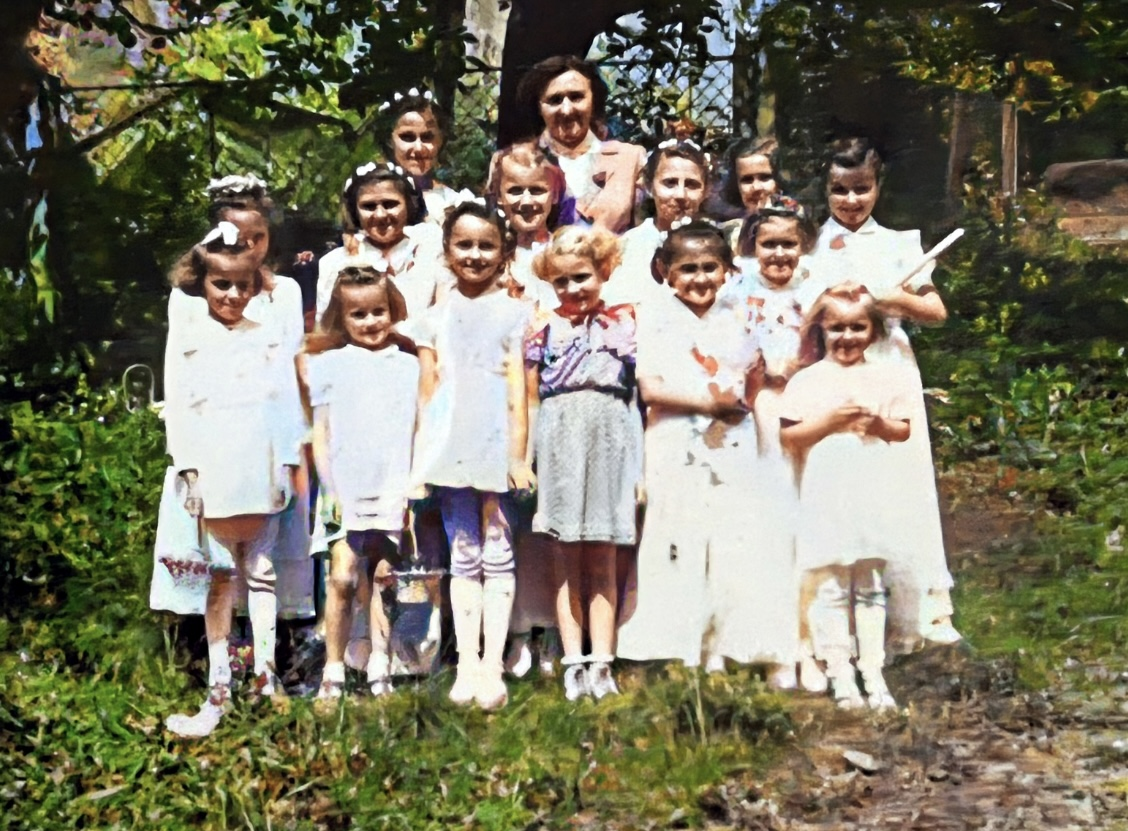
1. sv. přijímání (asi 1948)

### Sakrální stavby ve farnosti

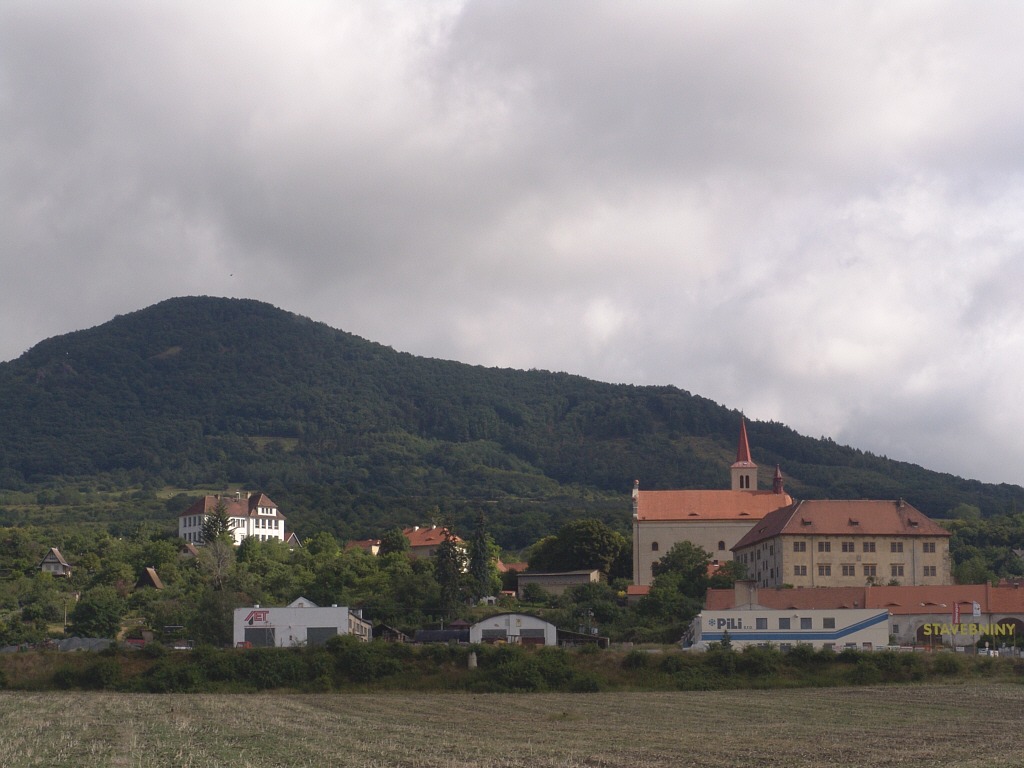
Žitenický kostel sv. Petra a Pavla se zámkem
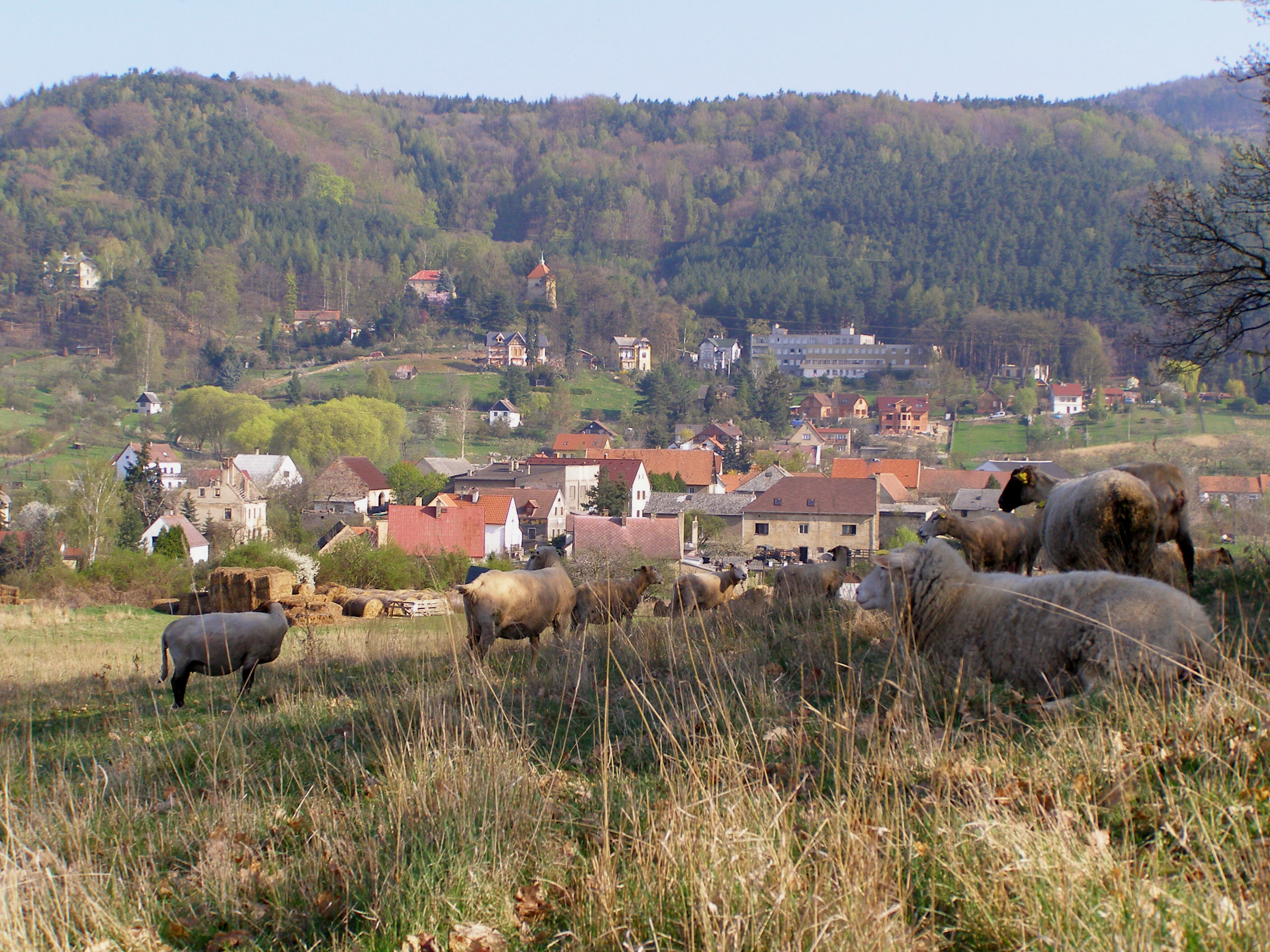
Skalice v pozadí s kaplí Nejsvětější Trojice
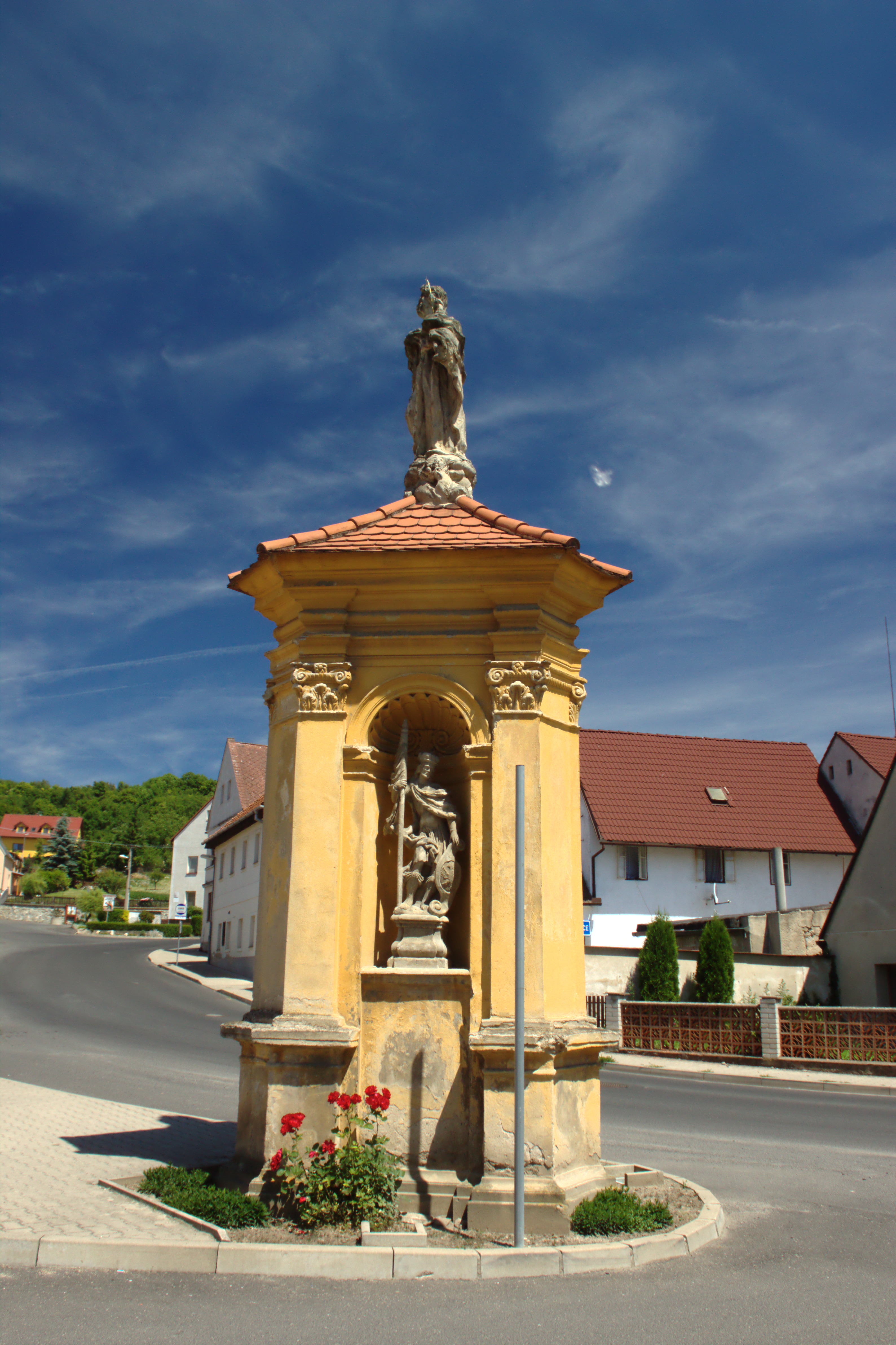
Kaple na návsi v Žitenicích
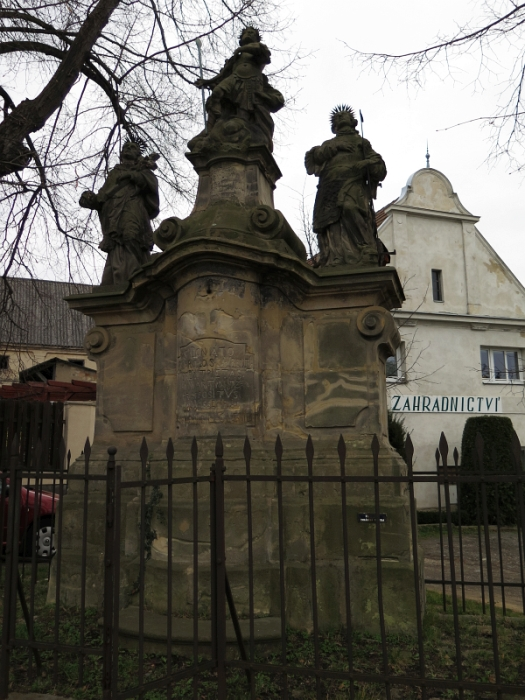
Sousoší, Žitenice
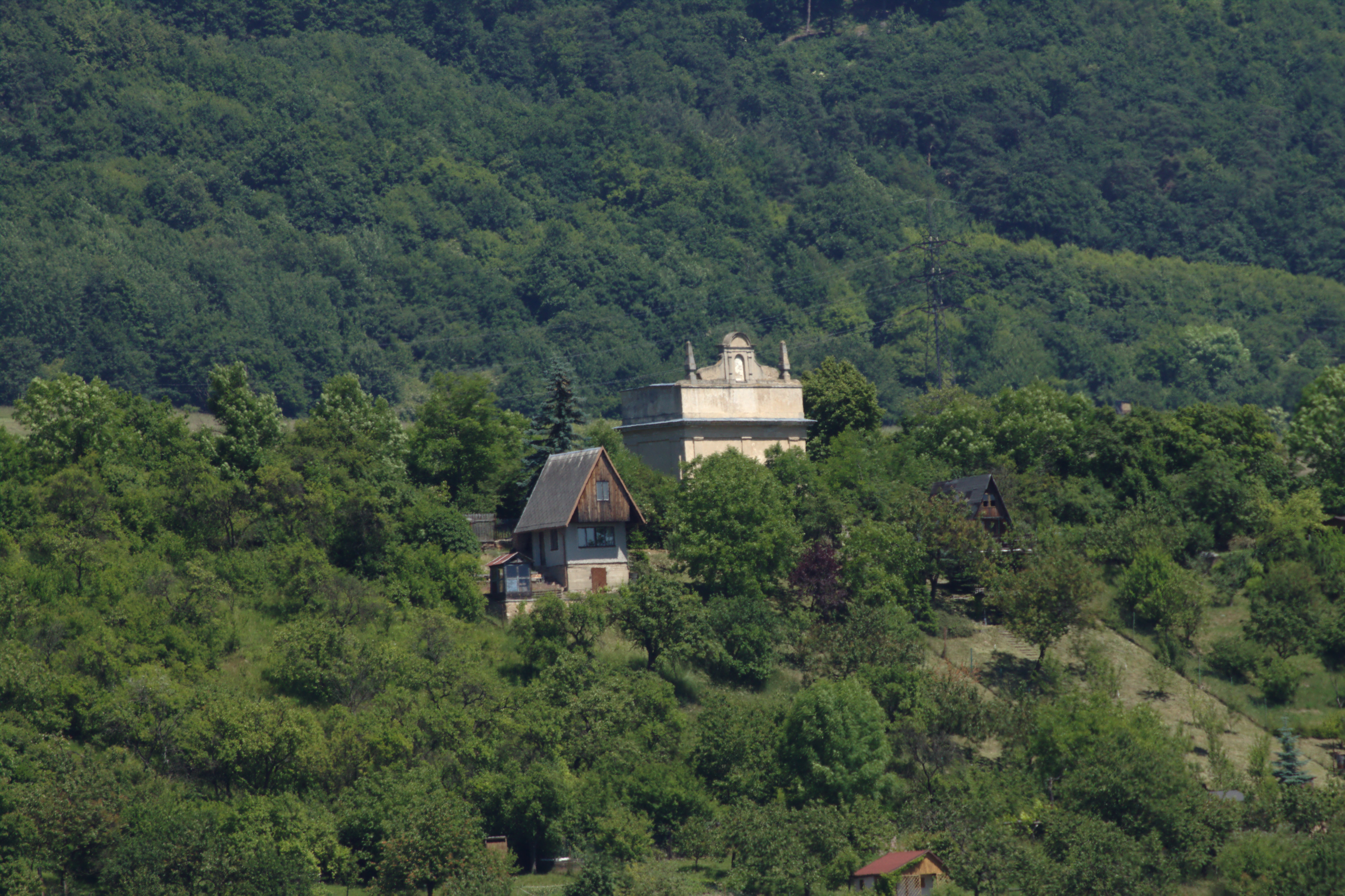
Loretánská kaple, Žitenice